# Nicky Clark
Nicky Clark (Bellshill, 3 juni 1991) is een Schots voetballer die onder contract staat bij Rangers FC.

## Statistieken
| Seizoen         | Club            | Competitie      | Premiership | Premiership | Scottish Cup | Scottish Cup | League Cup | League Cup | Challenge Cup | Challenge Cup | Europa | Europa | Totaal | Totaal |
| Seizoen         | Club            | Competitie      | Wed.        | Dlp.        | Wed.         | Dlp.         | Wed.       | Dlp.       | Wed.          | Dlp.          | Wed.   | Dlp.   | Wed.   | Dlp.   |
| --------------- | --------------- | --------------- | ----------- | ----------- | ------------ | ------------ | ---------- | ---------- | ------------- | ------------- | ------ | ------ | ------ | ------ |
| 2009-2010       | Aberdeen FC     | Premiership     | 0           | 0           | 0            | 0            | 0          | 0          | 0             | 0             | 0      | 0      | 0      | 0      |
| 2009-2010       | → Peterhead     | Second Div.     | 23          | 4           | 2            | 0            | 0          | 0          | 0             | 0             | 0      | 0      | 25     | 4      |
| 2010-2011       | Peterhead       | Second Div.     | 24          | 4           | 3            | 0            | 1          | 0          | 1             | 0             | 0      | 0      | 29     | 4      |
| 2011-2012       | Queen of South  | First Division  | 30          | 0           | 2            | 0            | 3          | 1          | 1             | 0             | 0      | 0      | 36     | 1      |
| 2012-2013       | Queen of South  | First Division  | 36          | 32          | 2            | 2            | 3          | 3          | 5             | 4             | 0      | 0      | 46     | 41     |
| 2013-2014       | Rangers FC      | League One      | 23          | 9           | 4            | 0            | 0          | 0          | 3             | 0             | 0      | 0      | 30     | 9      |
| 2014-2015       | Rangers FC      | Championship    | 4           | 3           | 0            | 0            | 1          | 0          | 1             | 0             | 0      | 0      | 6      | 3      |
| Carrière totaal | Carrière totaal | Carrière totaal | 140         | 52          | 13           | 2            | 8          | 4          | 11            | 4             | 0      | 0      | 172    | 62     |